# Hare Krišna
Pokret Hare Krišna, službeno »Međunarodno društvo za svjesnost Krišne« (ISKCON), hinduistička je gaudija-vaišnavska vjerska zajednica.  Pokret je osnovao A. C. Bhaktivedanta Swami Prabhupada u New Yorku 13. srpnja 1966., a danas je prisutan u svim zemljama svijeta, sa svjetskim centrom u Mayapuru, u Indiji.
Pokret je zasnovan na obožavanju Krišne (od sanskrtskog 'Sveprivlačan'), Svevišnje Božanske Osobe kakva je razotkrivena u Vedama. Učenje ISKCON-a temelji se na vedskim spisima poput Bhagavad Gite i Srimad Bhagavatama, kao i na učenjima duhovnjaka gurua iz drevne tradicije gaudija-vaišnavske škole, čiji je posljednji predstavnik bio Bhaktivedanta Swami Prabhupada. On je to učenje prenio na Zapad i njegova nauka pronijela se po cijelome svijetu te približila vedske spise širokim masama. Danas Hare Krišna pokret ima oko 10 milijuna pripadnika diljem svijeta.

## Povijest i nastanak
ISKCON je zapadni ogranak Gaudiya-vaišnavizma, oblika Vaišnavizma koji je prije 500 godina u Zapadnom Bengalu uspostavio Caitanya Mahaprabhu. Mahaprabhu je proširio pokret po cijeloj Indiji pjevajući Krišnina imena u javnosti, uz ples i glazbala, naglašavajući važnost maha-mantre (tj. mantre »Hare Krišna«). Mahaprabhu je pripadao Brahma-Madhva sampradayi, drevnoj lozi učitelja koja, prema vedskoj predaji, seže sve do Brahme, prvog stvorenog živog bića. Zbog toga je ta duhovna tradicija, kojoj pokret Hare Krišna pripada, jedna od najstarijih duhovnih tradicija na planetu Zemlji.
Osnivač modernog pokreta Hare Krišna na Zapadu je Bhaktivedanta Swami Prabhupada, koji je 1965. godine došao u Ameriku i svojim misionarskim radom privukao mnoge mlade osobe. Ubrzo se pokret proširio i postao svjetski poznat, posebno zahvaljujući pomoći i sudjelovanju Georgea Harrisona iz grupe Beatles.
Ključan faktor u širenju pokreta bile su Prabhupadove knjige, koje su članovi pokreta masovno prodavali na ulicama i aerodromima. Među najpoznatijim knjigama su Bhagavad Gita kakva jest, Srimad Bhagavatam, Caitanya Caritamrta i druge.

## Učenja

### Apsolutna Istina
U skladu s učenjima Srimad-Bhagavatama, Hare Krišna pokret podučava da je vrhovna istina jedan, neograničeni i nepodijeljeni duhovni entitet koji je izvor svega. Ta se Apsolutna Istina, kažu, spoznaje postepeno u tri faze: kao Brahman (sveprožimajući apsolut), kao Paramatma (prisustvo Boga u srcu svakog živog bića) i kao Bhagavan, Svevišnja Božanska Osoba. Iako je Apsolutna Istina jedna, kažu da se ona postupno spoznaje kroz ove tri značajke, proporcionalno stupnju duhovnog napretka. U početnoj fazi Apsolut se spoznaje kao Brahman, u naprednijoj fazi kao Paramatma, a u najnaprednijoj fazi kao Bhagavan, Božanska Osoba.

### Krišna kao Svevišnja Božanska Osoba
U Srimad-Bhagavatamu je razotkriveno da je Krišna izvorna i vrhovna manifestacija Bhagavana, odnosno, da je Krišna sama Svevišnja Božanska Osoba. Nitko nije jednak Krišni niti veći od Njega, On je Apsolutna Cjelina, uzrok svih uzroka, vrhovni vlasnik i upravitelj svega što postoji, a Brahman i Paramatma su Njegovi inferiorni aspekti. Različiti oblici Višnua, kao što su Rama i Narasimha, ne razlikuju se od Krišne, tj. oni su ista Božanska Osoba koja se pojavljuje u različitim ulogama, ali oblik Krišne je izvorni i najpotpuniji oblik. Svi ostali bogovi koji se spominju u hinduističkoj tradiciji, osim Višnovih oblika, su polubogovi, tj. pomoćnici Svevišnje Božanske Osobe.

### Filozofija istovjetnosti i različitosti
Pokret zastupa Mahaprabhuovu acintya-bheda-abheda-tattvu, filozofiju nepojmljive istovremene istovjetnosti i različitosti, u kojoj se sve vidi kao jedno s Bogom, Krišnom, i istovremeno različito od Njega. Daje se primjer svjetlosti i topline koje su u jednom smislu identične vatri jer vatra nije ništa doli svjetlost i toplina, a ipak su različite od vatre jer kada sjedimo u toplini vatre ne gorimo u samoj vatri. Ova "istovjetnost i različitost" objašnjava jedinstvo Apsolutne Cjeline koja u sebi sadrži neograničenu raznolikost. Drugim riječima, Bog je jedna nepodijeljena Apsolutna Cjelina koja posredstvom svojih različitih energija ispoljava svu raznolikost ovoga svijeta.  Raznolikost živih bića i raznolikost čitavog svijeta, sa svim bojama, oblicima, zvukovima i aromama, je objašnjena pomoću izjava u Upanišadama, koje kažu da Apsolutna Istina ima različite energije, Kao što vatra širi toplinu i svjetlost po cijeloj prostoriji, Apsolutna Istina svojim energijama ispunjava svijet svim raznolikostima.

### Različite energije
Smatraju da se sve Krišnine energije dijele na duhovnu ili "višu" energiju i materijalnu ili "nižu" energiju. Sastojci ovog materijalnog svijeta kolektivno pripadaju Krišninoj "nižoj" ili materijalnoj energiji koja je inferiorna zbog toga što je privremena i zbog toga što je mrtva i nesvjesna. Superiorna materijalnoj energiji su svjesna živa bića (jive), koja pripadaju Krišninoj "višoj" ili duhovnoj energiji, jer su vječna i jer posjeduju svijest.

### Položaj živih bića
Budući da živa bića pripadaju Krišninoj "višoj" duhovnoj energiji, ona posjeduju Krišnine božanske odlike. Živo biće je svjesno kao što je i Bog svjestan, i vječno kao što je i Bog vječan. Zbog toga su živa bića kvalitativno istovjetna Bogu, Krišni. Međutim, zbog kontakta s "nižom" energijom ovog materijalnog svijeta, božanska priroda živih bića je prekrivena iluzijom, i stoga se živa bića naizgled rađaju i umiru, premda su zapravo vječna.
Kao duhovne duše, živa se bića razlikuju od svojih materijalnih tijela: tijelo se rađa, raste, raspada i umire, a duša je vječna te samo privremeno nastanjuje to tijelo. Kada tijelo propadne, duša nastavlja postojati. Tijelo može biti muško ili žensko, mlado ili staro, bijelo ili crno, ali živo biće unutar tijela je izvan svih tih materijalnih imenovanja. Kada se lažno poistovjećujemo s našim tijelima, onda smo pod utjecajem iluzije. Tek kada se ova iluzija rasprši, duša se može osloboditi materijalnog postojanja.

### Bhakti
Hare Krišna pokret poučava da se živa bića mogu osloboditi iluzije, i cjelokupne materijalne nevolje, osvještavanjem da su sva živa bića vječni djelići Krišne, Svevišnje Božanske Osobe i da se njihova vječna priroda ostvaruje služenjem Krišne, baš kao što ruka služi tijelo. Unutar svakog živog bića, poučavaju, postoji vječni odnos s Bogom koji je pun ljubavi, a kada se taj odnos ponovno oživi, živo se biće vraća svom vječnom i radosnom životu u Božjem društvu. Vječno služenje Krišne, Boga, koje se odvija na potpuno duhovnoj razini, naziva se bhakti.
Čovjek može prakticirati bhakti, poučavaju, već u najranijim fazama duhovnog života. Na taj način, bhakti je ujedno i sredstvo i cilj. Duhovna praksa bhaktija tako predstavlja snažan transformacijski proces koji oslobađa dušu od iluzije i omogućuje joj da izravno vidi Boga.

## Praksa
U Hare Krišna pokretu se naglašavaju dvije stvari kao put do realiziranja Boga, mantra-meditacija i predano služenje Boga. Meditacija ili molitva se bazira na individualnoj meditaciji uz pomoć drvene brojanice i glasnom pjevanju svetih imena Krišne: "Hare Krišna, Hare Krišna, Krišna Krišna, Hare Hare, Hare Rama, Hare Rama, Rama Rama, Hare Hare". Kao i u svim današnjim monoteističkim religijama velika važnost pridaje se svetim imenima kao sredstvu povezivanja s Bogom kroz molitvu. 
Ozbiljni sljedbenici pokreta striktni su vegetarijanci i vjeruje se da svaki životni oblik ima dušu i da je svjesnost sama po sebi simptom duše. Vjeruje se isto tako u reinkarnaciju i karmu. Sva vjerovanja i sljedbe dolaze iz drevnih vedskih spisa i tradicija nastalih iz njih. Vede imaju više podjela, a tri najvažnija spisa za Gaudiya Vaišnave su Bhagavad-gītā, Śrīmad Bhāgavatam i Caitanya-caritamrita. Prva dva teksta pisana su sanskrtom koji je najstariji pisani jezik na svijetu, a posljednji na jeziku Bengaliju koji je derivat sanskrta. 
Pokret naučava da postoji duhovna i materijalna stvarnost. Bog je tvorac svega tako i duhovnog i materijalnog svijeta. On je po prirodi duhovan i to je i naša prava priroda, priroda duše. Trenutno se nalazimo pod utjecajem materijalne prirode (što nije naš prirodni položaj) i sugerira se da trebamo obnoviti svoj odnos s Bogom i duhovnom prirodom. Kroz molitvu (meditaciju) i služenje Boga možemo dostići puni potencijal duše, a to je potpuna svjesnost Boga i svjesnost naše izvorne duhovne prirode sačinjene od potpunog znanja, vječnosti i blaženstva. 
Sam Vaišnavizam širi je pojam i on također upućuje na termin zvan "sanatana dharma", što znači: sustav religije koji upućuje na vječnu prirodu živog bića, kao vječno sretnoga samo u svojstvu služenja Boga i ostalih živih bića. Vaišnava također može jednostavno značiti; netko tko je predan Bogu. Vaišnavizam je u učenim krugovima poznat kao nesektaški i sveobuhvatan. Stoga se svi koji štuju i predano služe Boga gledaju kao 'bhakte' bez obzira na zemljopisni položaj ili kojoj oni kulturi i vremenu pripadaju ili što propovijedaju. U tom smislu Vaišnavizam prepoznaje Isusa Krista ili Muhameda ili bilo koga tko je svojim životom i djelima pokazao predanost kao prorok. Zaključci proroka i spisa kao i tradicije mogu se razlikovati, ali bit ostaje ista, predanost i povezivanje s Bogom, što je samo po sebi definicija Vaišnavizma. Iako se na zapadu Hare Krišna pokret uglavnom smatra sektom, njegovi korijeni sežu daleko u prošlost, najmanje 5000 godina. Sami Vaišnave tvrde da je taj oblik duhovnosti na zemlji prisutan od samog početka stvaranja, koji se po njihovim spisima zbio na točno određeni datum prije milijune godina. Vjeruje se da je sada u tijeku najmračnije od 4 doba koja se ciklički izmjenjuju zvano "Kali yuga" (doba svađe i licemjerstva) i kako će se unutar tog doba ponovno pojaviti efekti "Satya yuge", prvog doba, doba istine. I kako će ponovno globalno oživljavanje i primjena znanja Veda uvelike pridonijeti tome.

## Maha-mantra
Hare Krišna Hare Krišna
Krišna Krišna Hare Hare
Hare Rama Hare Rama
Rama Rama Hare Hare

## Vanjske poveznice
- Međunarodno društvo za svjesnost Krišne u Republici Hrvatskoj